# Husain Mahfoodh
Husain Mahfoodh (arabisch حسین محفوظ; * 29. Juni 2001 im Bahrain) ist ein bahrainischer Handballspieler, der für die bahrainische Handballnationalmannschaft spielt.

## Karriere
Husain Mahfoodh spielte bis Anfang des Jahres 2020 beim bahrainischen Verein Tubli Club. Anschließend unterschrieb der Torwart einen Fünf-Jahres-Vertrag bei al-Ahli.
Mahfoodh nahm im Jahr 2019 sowohl mit der bahrainischen Jugendauswahl an der U-19-Weltmeisterschaft als auch mit der bahrainischen Juniorenauswahl an der U-21-Weltmeisterschaft teil. Im selben Jahr gehörte er dem Kader der bahrainischen A-Nationalmannschaft bei der Weltmeisterschaft in Dänemark und Deutschland an. Mahfoodh absolvierte im Turnierverlauf zwei Partien und parierte 3 von 25 gegnerischen Würfen. Zwei Jahre später gehörte Mahfoodh bei der Weltmeisterschaft erneut dem bahrainischen Kader an, jedoch blieb er ohne Einsatz.
Mahfoodh nahm mit der bahrainischen Auswahl an den Olympischen Spielen in Tokio teil. Mit seiner Mannschaft erreichte er das Viertelfinale. Im Turnierverlauf besaß er eine Fangquote von 17 %. Während der Schlussfeier der Olympischen Sommerspiele 2020 war er der Fahnenträger seiner Nation.